# Yuliya Solntseva
Yuliya Ippolitovna Solntseva (em russo:  Ю́лия Ипполи́товна Со́лнцева) (nascida Yuliya Ippolitovna Peresvetova, Moscou, 7 de agosto de 1901 – 28 de outubro de 1989) foi uma cineasta e atriz russa.
Foi a primeira mulher a ganhar um prêmio de Melhor Diretor no Festival de Cannes, em 1961 e a primeira mulher a ganhar um prêmio em qualquer festival de cinema europeu pelo longa Chronicle of Flaming Years, um drama de guerra sobre a resistência soviética ao nazismo em 1941. A segunda mulher a ganhar um prêmio de Melhor Direção em Cannes foi Sofia Coppola, por The Beguiled em 2017.

## Biografia
Yuliya nasceu em Moscou, ainda no Império Russo, em 1901. Estudou filosofia na Universidade de Moscou e Drama pelo Instituto Estatal de Música e Drama de Moscou. Yuliya começou a atuar no cinema mudo e foi a principal atriz do cinema mudo russo entre as décadas de 1920 e 1930. No filme Aelita (1924), de Yakov Protazanov, interpretou a protagonista, a rainha de Marte, no primeiro filme de ficção científica da Rússia.
Ao trabalhar com Aleksandr Dovzhenko os dois se apaixonaram e se casaram em 1929, tendo sido grandes colaboradores por décadas. Pelo filme Michurin (1949), Yuliya recebeu o Prêmio Stalin, a mais alta condecoração civil do país na época. Entre 1939 e 1979, Yuliya dirigiu cerca de 14 filmes.
Quando Dovzhenko morreu devido a um infarto em 1956, ele vinha trabalhando em uma trilogia sobre uma vila ucraniana, tendo já começado a produção de Poem of an Inland Sea. Yuliya assumiu o trabalho do marido e acabou recebendo o Prêmio Lenin pelo filme. Ela então se dedicou a terminar os trabalhos não finalizados de Dovzhenko. Entre eles estava The Chronicle of Flaming Years, longa pelo qual ela recebeu o prêmio de Melhor Diretor do Festival de Cannes, tendo sido a primeira mulher a conseguir o feito e também a primeira em todo o território europeu.

## Morte
Yuliya morreu em Moscou, em 28 de outubro de 1989, aos 79 anos.

## Legado
Por seu trabalho para a valorização do cinema russa, ela foi eleita Artista do Povo da URSS após sua morte.

## Filmografia selecionada
- Aelita (1924)
- The Cigarette Girl from Mosselprom (1924)
- Earth (1930)
- Ivan (1932)
- Shchors (1939)
- Ukraine in Flames (1943)
- Poem of the Sea (1958)
- Chronicle of Flaming Years (1961)
- The Enchanted Desna (1964)